# Дякон
Дякон (от гр. διάκονος – служител) е църковнослужител. В християнската религия, дяконът е духовно лице от низшата степен на клира.
"Поставя се „ако са безпорочни“ (1Тим. 3:13) чрез ръкополагане (хиротония), но сам не може да ръкополага и не може да извършва богослужения самостоятелно. В апостолските времена дяконите са прислужвали на църковните трапези, а по-късно са започнали да прислужват и при богослужението. Днес дяконът е помощник на архиерея и свещеника в богослужението. Дяконите монаси се наричат йеродякони, т.е. свещенодякони. Проявилите усърдие в службата и живота си дякони биват отличавани със званието протодякони, т.е. първи или старши дякони, а йеродяконите получават отличие архидякони, т.е. началници на дяконите".